# Платтсбург-Вест (Нью-Йорк)
Платтсбург-Вест (англ. Plattsburgh West) — переписна місцевість (CDP) в США, в окрузі Клінтон штату Нью-Йорк. Населення — 1382 особи (2020).

## Географія
Платтсбург-Вест розташований за координатами 44°40′59″ пн. ш. 73°30′9″ зх. д. / 44.68306° пн. ш. 73.50250° зх. д. (44.683099, -73.502531).  За даними Бюро перепису населення США в 2010 році переписна місцевість мала площу 4,74 км², з яких 4,59 км² — суходіл та 0,14 км² — водойми. В 2017 році площа становила 5,05 км², з яких 4,91 км² — суходіл та 0,14 км² — водойми.

## Демографія
Згідно з переписом 2010 року, у переписній місцевості мешкали 1364 особи в 544 домогосподарствах у складі 351 родини. Густота населення становила 288 осіб/км².  Було 596 помешкань (126/км²).
Расовий склад населення:
| - 95,1 % — білих - 1,5 % — чорних або афроамериканців - 0,5 % — азіатів - 0,3 % — корінних американців |

До двох чи більше рас належало 1,8 %. Частка іспаномовних становила 1,6 % від усіх жителів.
За віковим діапазоном населення розподілялося таким чином: 22,3 % — особи молодші 18 років, 65,2 % — особи у віці 18—64 років, 12,5 % — особи у віці 65 років та старші. Медіана віку мешканця становила 38,3 року. На 100 осіб жіночої статі у переписній місцевості припадало 92,7 чоловіків;  на 100 жінок у віці від 18 років та старших — 91,0 чоловіків також старших 18 років.
Середній дохід на одне домашнє господарство  становив 43 757 доларів США (медіана — 40 363), а середній дохід на одну сім'ю — 49 644 долари (медіана — 51 979). Медіана доходів становила 35 393 долари для чоловіків та 29 261 долар для жінок. За межею бідності перебувало 24,7 % осіб, у тому числі 40,6 % дітей у віці до 18 років та 12,4 % осіб у віці 65 років та старших.
Цивільне працевлаштоване населення становило 697 осіб. Основні галузі зайнятості: роздрібна торгівля — 37,6 %, освіта, охорона здоров'я та соціальна допомога — 17,2 %, виробництво — 11,9 %, мистецтво, розваги та відпочинок — 8,9 %.